# Chrostosoma unxa
Chrostosoma unxa är en fjärilsart som beskrevs av Druce 1896. Chrostosoma unxa ingår i släktet Chrostosoma och familjen björnspinnare. Inga underarter finns listade i Catalogue of Life.